# One of Us (chanson d'ABBA)
Singles de ABBA
Lay All Your Love on Me
(1981) Slipping Through My Fingers
(1981)
One of Us est un single du groupe suédois ABBA sorti en 1981. C'est le premier single de l'album The Visitors.
Le chant est interprété par Agnetha Fältskog. À l'instar de The Winner Takes It All (aussi chantée par Agnetha Fältskog) et de When All Is Said and Done (chantée par Anni-Frid Lyngstad), cette chanson au rythme reggae exprime à sa façon l'amertume liée à la dissolution prochaine du groupe, sur fond des divorces respectifs des deux couples (Björn-Agnetha et Benny-Frida) en ce début d'année 1981. La chanteuse oppose les débuts du groupe à la situation présente, dont le tragique est résumé par le refrain :
« One of us is crying
One of us is lying
In her lonely bed
Staring at the ceiling
Wishing she were somewhere else instead »
« One of us is lonely
One of us is only
Waiting for a call
Sorry for herself
Feeling stupid, feeling small
Wishing she had never left at all »
Malgré ce message déprimant, qui montre tout le contraire de l'image traditionnelle d'ABBA, et les réserves de leur manager Stig Anderson, One of Us est choisi comme face A pour la sortie du 45 tours annonçant l'album The Visitors. 
La chanteuse canadienne Véronique Béliveau l'a interprétée pour son album Véronique (1989), et la mélodie se retrouve sur l'album Richard Clayderman Plays ABBA (1993) avec autres 14 chansons d’ABBA.

## Clip vidéo
Comme pour The Winner Takes It All et When All Is Said and Done, le groupe a tourné un clip vidéo de One of Us.

## Classement hebdomadaire
| Classement (1981-1983)                 | Meilleure position |
| -------------------------------------- | ------------------ |
| Allemagne (Media Control AG)           | 1                  |
| Autriche (Ö3 Austria Top 40)           | 3                  |
| Belgique (Flandre Ultratop 50 Singles) | 1                  |
| États-Unis (Adult Contemporary)        | 33                 |
| Norvège (VG-lista)                     | 6                  |
| Nouvelle-Zélande (RMNZ)                | 43                 |
| Pays-Bas (Nederlandse Top 40)          | 1                  |
| Suède (Sverigetopplistan)              | 13                 |
| Suisse (Schweizer Hitparade)           | 1                  |